# Заслуженный архитектор Азербайджана
«Заслуженный архитектор» (азерб. Azərbaycan Respublikasının əməkdar memarı) — почетное звание Азербайджанской Республики, присваиваемое за особые заслуги в развитии сферы градостроительства и архитектуры.

## Присвоение
Президент Азербайджанской Республики присваивает почетное звание по личной инициативе, а также по предложению Национального Собрания и Кабинета Министров.
Почетное звание присваивается только гражданам Азербайджанской Республики. Согласно указу почетное звание «Заслуженный архитектор» не может быть присвоено одному и тому же лицу повторно.
Удостоенное почетного звания лицо может быть лишено почетного звания в случае:
1. осуждении за тяжкое преступление;
2. совершения проступка, запятнавшего почетное звание

## Указ об учреждении
Почетное звание «Заслуженный архитектор» было учреждено указом Президента Азербайджанской Республики от 19 апреля 2000 года наряду с некоторыми другими званиями:
Учредить почетное звание в области градостроительства и архитектуры «Заслуженный архитектор».